# Mariya Mazina
Mariya Valérievna Mazina –en ruso, Мария Валерьевна Мазина– (Moscú, 18 de abril de 1964) es una deportista rusa que compite en esgrima, especialista en la modalidad de espada.
Participó en dos Juegos Olímpicos de Verano, obteniendo dos medallas en la prueba por equipos, oro en Sídney 2000 (junto con Oxana Yermakova, Tatiana Logunova y Karina Aznavurian) y bronce en Atlanta 1996 (con Karina Aznavurian y Yuliya Garayeva).
Ganó cuatro medallas en el Campeonato Mundial de Esgrima entre los años 1990 y 2001, y dos medallas de plata en el Campeonato Europeo de Esgrima, en los años 1999 y 2001.

## Palmarés internacional
| Representando a la URSS |                          |                   |                    |
| Campeonato Mundial      |                          |                   |                    |
| Año                     | Lugar                    | Medalla           | Prueba             |
| 1990                    | Lyon (Francia)           | Medalla de bronce | Espada individual  |
| 1991                    | Budapest (Hungría)       | Medalla de bronce | Espada por equipos |
| Representando a la CEI  |                          |                   |                    |
| Campeonato Mundial      |                          |                   |                    |
| Año                     | Lugar                    | Medalla           | Prueba             |
| 1992                    | La Habana (Cuba)         | Medalla de bronce | Espada individual  |
| Representando a Rusia   |                          |                   |                    |
| Juegos Olímpicos        |                          |                   |                    |
| Año                     | Lugar                    | Medalla           | Prueba             |
| 1996                    | Atlanta (Estados Unidos) | Medalla de bronce | Espada por equipos |
| 2000                    | Sídney (Australia)       | Medalla de oro    | Espada por equipos |
| Campeonato Mundial      |                          |                   |                    |
| Año                     | Lugar                    | Medalla           | Prueba             |
| 2001                    | Nimes (Francia)          | Medalla de oro    | Espada por equipos |
| Campeonato Europeo      |                          |                   |                    |
| Año                     | Lugar                    | Medalla           | Prueba             |
| 1999                    | Bolzano (Italia)         | Medalla de plata  | Espada por equipos |
| 2001                    | Coblenza (Alemania)      | Medalla de plata  | Espada por equipos |